# Michał Kulesza (tancerz)

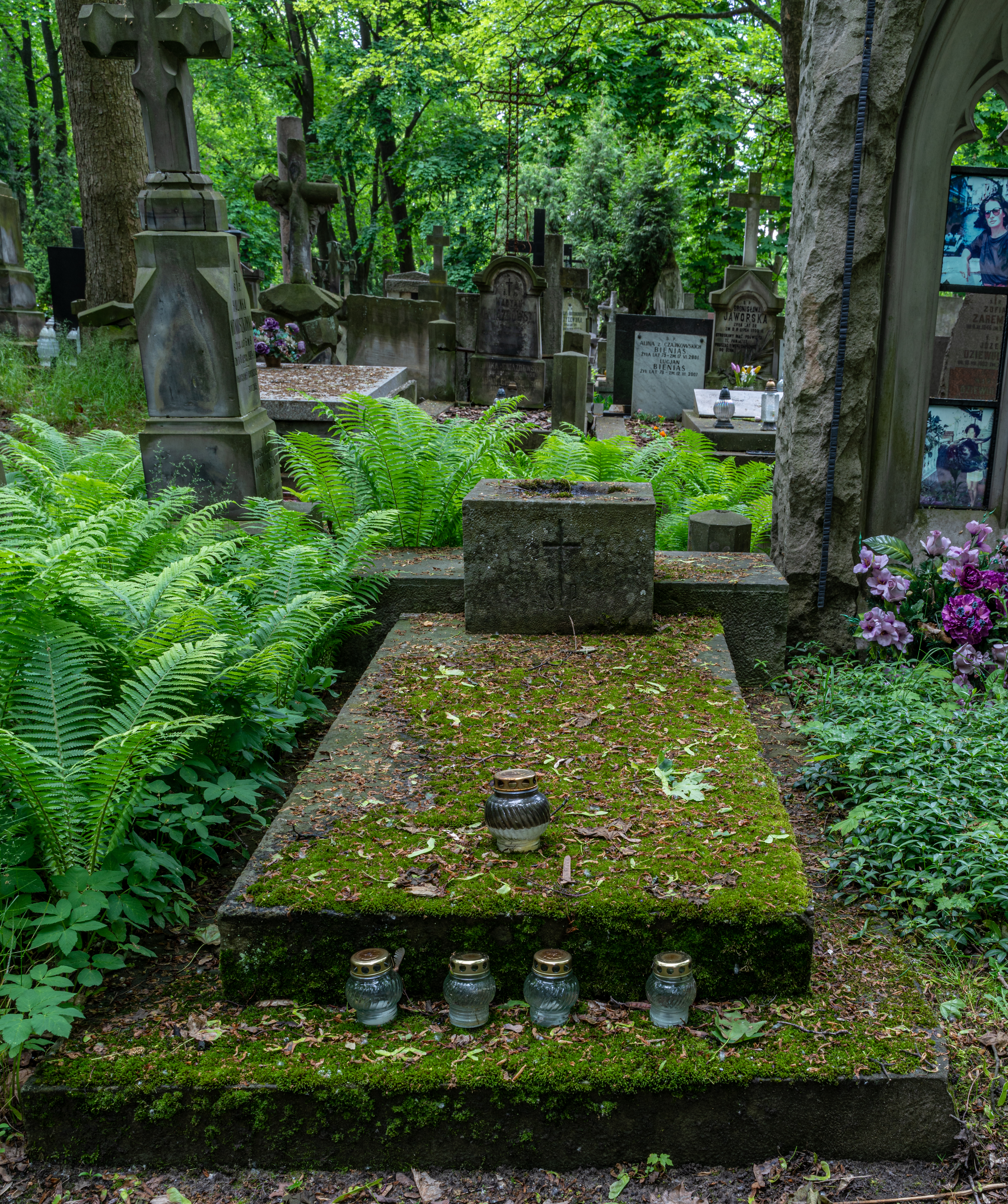
Grób Michała Kuleszy na cmentarzu Powązkowskim

Michał Kulesza (ur. 20 października 1866 w Warszawie, zm. 21 lipca 1964 tamże) – polski tancerz, choreograf, solista i reżyser baletu Warszawskich Teatrów Rządowych.

## Życiorys
Był synem Michała Kuleszy, kompozytora, bratem Aurelii Kuleszy, od 4 lutego 1921 mężem tancerki Władysławy Karlak.
W latach 1875–1884 uczył się w warszawskiej szkole baletowej. Jako solista debiutował 19 lipca 1884 w tańcach wznowionej wówczas Jawnuty w Teatrze Wielkim w Warszawie. W latach 1888–1905 był pierwszym solistą Baletu Warszawskich Teatrów Rządowych, w latach 1905–1918 reżyserem tego teatru.  Od 1 lipca 1905 do 1917 wspólnie z Janem Walczakiem kierowali baletem warszawskim i warszawską szkołą baletową. W latach 1919–1921 był kierownikiem baletu opery w Poznaniu.
Zarządzeniem z dnia 20 stycznia 1930 Prezes Rady Ministrów „za zasługi na polu działalności artystycznej oraz propagandy sztuki polskiej” nadał mu Srebrny Krzyż Zasługi. Postanowieniem prezydenta Bolesława Bieruta z 10 stycznia 1948 na wniosek Ministra Kultury i Sztuki „z okazji jubileuszu 60-lecia pracy na polu sztuki choreograficznej” został odznaczony Złotym Krzyżem Zasługi.
Pochowany na cmentarzu Stare Powązki w Warszawie (kwatera 85-1-17).